# Zarmir Carano

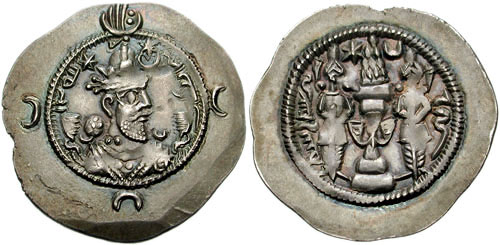
Dracma de r.

Zarmir Carano (Zarmi(h)r Karen) (m. 558) foi um comandante sassânida da Casa de Carano que desempenhou função no reinado dos xás Cavades I (r. 499–531) e Cosroes I (r. 531–579) Sob Cavades, ajudou-o a fugir quando vítima de um golpe palaciano e mais tarde novamente o ajudou a retomar seu trono. Sob Cosroes, lutou na guerra do xá contra os goturcos. 

## Biografia
Zarmir era filho do poderoso oficial Sucra e irmão do futuro ministro Burzemir. Em 493, Sucra foi morto por Cavades I, que mais tarde, em 496, foi deposto pelos nobres persas liderados por Zamasfes (r. 496–498) devido a seu apoio aos mazdaquitas; segundo Tabari, quando Cavades fugiu do Império Sassânida foi acompanhado de Zarmir. Depois, em 498, com a ajuda de Zarmir, Cavades retoma seu trono. Burzemir foi nomeado ministro do xá.
Anos depois, Zarmir, junto de seu outro irmão Carano, ajudou o filho e sucessor de Cavades, Cosroes I (r. 531–579) na guerra contra os goturcos. Como recompensa pela ajuda prestada, recebeu propriedades no Zabulistão e Carano recebeu terras no Tabaristão. Zarmir morre em 558.